# 银广夏
银广夏，全称广夏（银川）实业股份有限公司，1994年6月17日起在深圳证券交易所上市（深交所：000557）。2001年8月，《财经》杂志发表封面文章《银广夏陷阱》，揭露了银广夏财务舞弊的行为，引起了各方面的关注，银广夏也因此成为中国大陆上市公司财务舞弊的代名词。

## 舞弊经过
银广夏对外宣称，其利润绝大部分来自于其子公司天津广夏对德国诚信公司出口二氧化碳超临界萃取技术的产品卵磷脂、生姜精油、桂皮精油等，其毛利率约为10倍。而《财经》杂志记者调查发现了其中四大疑点：
1. 清华大学化学工程系教授朱慎林等专家指出，银广夏使用的二氧化碳超临界萃取技术的设备即使24小时运转也无法达到其宣称的销售量。
2. 天津广夏的产品出口价格高出同类产品价格3~5倍左右。
3. 天津广夏所宣称的某些产品根本不可能由二氧化碳超临界萃取技术萃取生产。
4. 天津广夏所宣称的德国客户的注册资本只有51,129.19欧元，但合同总金额高达60亿元人民币，且该企业从未露面。

最后决定性的证据来自天津海关，天津海关的统计数据显示，天津广夏所宣称的产品根本没有出口记录，天津广夏的所有的经营业绩是虚构的。

## 结果
事发后，银广夏多名高层管理人员被起诉，为其提供审计服务的深圳中天勤会计师事务所也被财政部吊销执业资格，签字注册会计师刘加荣、徐林文被吊销注册会计师资格。证监会同时吊销了深圳中天勤会计师事务所的证券、期货相关业务许可证。
2007年1月19日，银川市中级法院审结股票持有人要求银广夏赔偿案。判决书确认，由第三人银川培鑫投资有限责任公司以每10元折抵2.2股银广夏股份，代被告银广夏公司向原告进行赔偿。